# Александър Чанович
Александър Чанович (роден на 18 февруари 1983 г. в Косовска Митровица) е сръбски футболист, който играе като вратар. От януари 2015 г. е състезател на Черно море (Варна).
Чанович е юноша на Цървена звезда. През сезон 2003/04 става шампион на Македония с отбора на ФК Победа. През лятото на 2004 г. попада в състава на Сърбия за Летните олимпийски игри в Атина, но е със статута на втори вратар и не записва участие. Има 6 мача за младежкия тим на Сърбия до 21 години.

## Успехи
Черно море
- Купа на България (1): 2014–15
- Суперкупа на България (1): 2015